# Ortiporio
Ortiporio es una comuna y población de Francia, en la región de Córcega, departamento de Alta Córcega.
Su población en el censo de 1999 era de 113 habitantes.

## Demografía
| 141 | 167 | 119 | 100 | 104 | 113 |
| Para los censos de 1962 a 1999 la población legal corresponde a la población sin duplicidades (Fuente: INSEE [Consultar]) |     |     |     |     |     |

- Datos: Q1109570
- Multimedia: Ortiporio / Q1109570

1. ↑  Worldpostalcodes.org, código postal n.º 20290.
2. ↑  INSEE, Datos de población para el año 2012 de Ortiporio (en francés).